# Marinka Körzendörfer
Marinka Körzendörfer (geboren am 23. Dezember 1953 in Ost-Berlin) ist eine deutsche lesbische Aktivistin, die zur Emanzipationsbewegung der Homosexuellen in der DDR beitrug. Als Mitglied der ersten ostdeutschen Lesbengruppe, Arbeitskreis Homosexuelle Selbsthilfe – Lesben in der Kirche, setzte sie sich für die Sichtbarkeit und Akzeptanz von lesbischen Frauen ein.

## Leben und Wirken
Marinka Körzendörfer ist die Tochter der Journalistin Ursula Körzendörfer (1930–2010). Ihre Kindheit verbrachte sie zum Teil in einer Wochenkrippe, da die Mutter voll erwerbstätig war. Nach dem Abitur 1972 begann sie ein Volontariat bei der Jungen Welt und 1973 ein Journalismus-Studium an der Karl-Marx-Universität in Leipzig, das sie im Jahr 1977 abschloss. Ihre erste Anstellung hatte sie in der Redaktion der Zeitschrift Der Bau der IG Bau-Holz. Von 1978 bis 1983 arbeitete sie bei der Berliner Zeitung. In dieser Zeit entwickelte sie eine kritische Haltung ihrem Beruf gegenüber: Das Kürzen von Nachrichten aus dem Ticker war nicht, was sie unter Politik verstand. Nach der Gründung des Unabhängigen Frauenverbands 1989  arbeitete sie für ihn von 1990 bis 1994 als Referentin für Öffentlichkeitsarbeit. Danach zog sie sich aus dem politischen Leben zurück, mit der neuen Gesellschaft hadernd. „Das Schizophrene am jetzigen Staat ist, daß man eine größere Öffentlichkeit erreichen kann, aber niemand mehr hinhört“, schrieb sie 1996. Sie ließ sich umschulen und war nach Beschäftigungsmaßnahmen und Arbeitslosigkeit 1998/1999 Mitarbeiterin der Forschungsstelle der Magnus-Hirschfeld-Gesellschaft.

## Lesben in der Kirche
Zu Beginn der 1980er Jahre knüpfte Marinka Körzendörfer Kontakt zu den Gründerinnen der ersten Lesben-Gruppe in Ost-Berlin, die sich als Arbeitskreis Homosexuelle Selbsthilfe – Lesben in der Kirche formierte. Im Januar 1984 wurde Körzendörfer in die Vorbereitungsgruppe der Lesben in der Kirche (LIK) aufgenommen. Die Gruppe bestand aus einem kleinen Kreis von Frauen, die die Treffen in der Kirche vorbereiteten und anfänglich hauptsächlich Gesprächskreise für Lesben organisierten.
Marinka Körzendörfer engagierte sich besonders für die Vernetzung von Lesben. Sie trat der Vorbereitungsgruppe der jährlich in der Erlöserkirche in Berlin-Rummelsburg stattfindenden Friedenswerkstatt bei und vertrat die Lesben in der Kirche bei den Treffen der Arbeitskreise von Schwulen und Lesben aus der gesamten Republik. Zu dieser Zeit gab es keine öffentlichen Orte für Homosexuelle in der DDR. Ähnlich wie in der UdSSR war eine solche Organisation von medialer Verunglimpfung, staatlicher Überwachung und polizeilicher Verfolgung geprägt.

„Wir haben die Lesbenarbeit von vornherein als politische Arbeit verstanden, weil wir Kritik an den bestehenden Zuständen geäußert haben. Wenn du das in der DDR getan hast, ging das nur in der Kirche.“

### Gedenken in Ravensbrück
Zusammen mit der LIK fuhr Körzendörfer zur Mahn- und Gedenkstätte Ravensbrück, um öffentlich der lesbischen Opfer des Nationalsozialismus zu gedenken. Als sie am Internationalen Frauentag, am 8. März 1984, zur Mahn- und Gedenkstätte Ravensbrück reisten, legten sie einen Kranz mit der Aufschrift „Zum Gedenken an die Frauen des ehemaligen Konzentrationslagers Ravensbrück, insbesondere an unsere lesbischen Schwestern“ nieder und hinterließen einen Gästebucheintrag. Als Marinka Körzendörfer wenige Tage später zur Gedenkstätte zurückkehrte, stellte sie fest, dass der Kranz und der Eintrag in dem Buch entfernt worden waren. Die Frauen beschwerten sich beim Ministerium für Kultur und anderen Vertretern des Staates, erhielten jedoch keine zufriedenstellende Antwort auf ihre Beschwerde zur Entfernung des Kranzes und des Bucheintrags an der Gedenkstätte. Ein weiterer Besuch anlässlich des Jahrestages der Befreiung im Jahr 1985 wurde der Gruppe bereits im Vorfeld versagt. Die Bestrebungen der LIK, Aufmerksamkeit für ihre Anliegen zu erlangen, wurden als kriminell eingestuft, wodurch alle aktiven Mitglieder der Organisation der Überwachung und Repression durch die Staatssicherheit (Stasi) ausgesetzt waren.

## Weiteres politisches Engagement
Im Jahr 1989 initiierte Körzendörfer gemeinsam mit anderen die Tagung Lesben im Umfeld der Kirche, die Bedeutung für die Sichtbarkeit und Anerkennung von Lesben innerhalb der Kirche hatte. Zudem war sie Mitbegründerin des Unabhängigen Frauenverbands, der sich für die Rechte und Belange von Frauen einsetzte.
Körzendörfer beteiligt sich aktiv an der Unterstützung des Kontakttelefons der Bürgerrechtlerinnen, das im Jahr 1988 von Ulrike Poppe initiiert wurde. Zusammen mit zehn weiteren Frauen gründete sie im Jahr 1989 die Lila Offensive, um sich aus feministischer Perspektive am gesellschaftlichen Wandel zu beteiligen. Die Gruppe trat erstmals gemeinsam bei einer großen Demonstration am 4. November 1989 auf dem Berliner Alexanderplatz auf. Kurz darauf, nur fünf Tage später, öffneten sich die Grenzübergänge.

## Zeitzeugin
Marinka Körzendörfer ist an der Aufarbeitung der Geschichte der DDR-Lesbenbewegung beteiligt und wirkte in zahlreichen Dokumentationen und Filmen mit, die sich mit diesem Thema befassen. Sie trug zum Dokumentarfilm Out in Ost-Berlin bei, der die schwierigen Bedingungen zeigt, unter denen Lesben und Schwule in der DDR lebten, sowie ihren Widerstand gegen Diskriminierung und Verfolgung. Der Film hatte 2013 im Programm Panorma der Berlinale Premiere. Körzendörfer trat als Zeitzeugin in zwei weiteren Werken auf: In dem im Jahr 2006 erschienenen Film warum wir so gefährlich waren. geschichten eines inoffiziellen gedenkens sowie in … viel zuviel verschwiegen: Eine historische Dokumentation von Lebensgeschichten lesbischer Frauen in der DDR von 1996 gibt sie Einblicke in ihre Erfahrungen und Erlebnisse als Teil der DDR-Lesbenbewegung.
Körzendörfers Arbeit trug dazu bei, die Geschichte der DDR-Lesbenbewegung aufzuarbeiten. Ihre Beiträge sind Quellen für die Erforschung der Geschichte der DDR.

## Publikationen
- mit Christina Schenk: Zu einigen Problemen lesbischer Frauen in der DDR. Ursachen und Konsequenzen. In: Günter Grau (Hrsg.): Lesben und Schwule – was nun? Frühjahr 1989 bis Frühjahr 1990. Chronik–Dokumente–Analysen–Interviews. Dietz, Berlin 1990, ISBN 3-320-01612-1, S. 78–84.
- Politisch aktive Lesben unter dem Dach der evangelischen Kirche. Herbst 1986 bis 1989. In: Gabriele Dennert, Christiane Leidinger, Franziska Rauchut (Hrsg.): In Bewegung bleiben. Querverlag, 2007, ISBN 978-3-89656-148-0, S. 113–117.

## Dokumentarfilme
- 2013: Out in Ost Berlin – Lesben und Schwule in der DDR von Jochen Hick und Andreas Strohfeldt (94 Minuten, Trailer bei epd-film).
- 2006: warum wir so gefährlich waren. geschichten eines inoffiziellen gedenkens. von Songül Bitiş, Samira Mahmud, Colin Müller und Marie Schlingmann
- 1993: ... viel zuviel verschwiegen: Eine historische Dokumentation von Lebensgeschichten lesbischer Frauen in der DDR von Christina Karstädt, Annette von Zitzewitz (Regie)